# Jean-Théodore Radoux
 (avril 2025).
Motif : mettre plus de sous-titres tels que vie privée
 (avril 2025).
Si vous disposez d'ouvrages ou d'articles de référence ou si vous connaissez des sites web de qualité traitant du thème abordé ici, merci de compléter l'article en donnant les références utiles à sa vérifiabilité et en les liant à la section « Notes et références ».
Jean-Théodore Radoux, né le 9 novembre 1835 à Liège et mort le 20 mars 1911 à Liège, est un compositeur, bassoniste et pédagogue belge.

## Biographie
Jean-Théodore Radoux reçoit ses premières leçons de musique de son père, armurier et musicien amateur. Il entre au Conservatoire royal de Liège à l'âge de neuf ans et reçoit son premier prix de solfège deux ans plus tard. Parallèlement à ses études, durant lesquelles il apprend le basson auprès de M. Bassa, il se produit comme organiste, chanteur et musicien d'orchestre. Il donne également des cours particuliers afin d'aider sa famille financièrement.
En 1856, Jean-Théodore Radoux est désigné à l'issue d'un concours pour succéder à M. Bassa, décédé. La même année, il remporte le premier prix de piano et commence à suivre les cours d'écriture de Louis Joseph Daussoigne-Méhul.
Un Te deum composé par Jean-Théodore Radoux est exécuté la cathédrale de Liège en 1857. En 1859, il reçoit le premier Prix de Rome belge pour sa cantate Le Juif errant.
Après la représentation de son tableau symphonique Ahasverus, il s'installe à Paris comme pensionnaire de l'Etat, afin de compléter sa formation auprès de Fromental Halévy avec qui il travaille pendant quatre ans.
En 1862, il reçoit une commande pour un Te deum à l'occasion de l'anniversaire du roi Léopold Ier.
Par la suite, son opéra-comique Le Béarnais est présenté à Paris en 1864 et à Liège en 1866. Cette œuvre lui vaut les honneurs de la presse et elle est reprise en 1867 à Liège, en 1868 à Bruxelles et en 1879 à Lille.
Jean-Théodore Radoux enchaîne les compositions avec vingt œuvres en 1868. En 1870, l'opéra La coupe enchantée est présenté à Paris lors d'une audition.
La guerre franco-prussienne détourne l'attention du public et contraint Jean-Théodore Radoux à revenir à Liège. Il faut attendre 1872 pour assister à la première représentation de La coupe enchantée, d'abord à Bruxelles, puis à Liège.
En 1872, il succède à Étienne Soubre au poste de directeur du Conservatoire royal de Liège et crée l'orchestre du Conservatoire. Il établit des cours de lecture musicale et une bibliothèque spéciale pour la lecture des œuvres des grands maîtres. Au programme des cours, il ajoute deux d'harmonie, de piano, de violon, de violoncelle, de déclamation lyrique, etc.
Il crée des cours du soir en 1878. Ceux-ci sont placés sous la houlette de son frère aîné Jean-Toussaint Radoux (1825-1889).
Alors que les directeurs précédents n'étaient pas parvenus à organiser de grands concerts au Conservatoire, Jean-Théodore Radoux réussit à attirer le public et des grands artistes. Entre 1881 et 1885, trois concerts annuels sont donnés par la Société des Concerts, créée par Jean-Théodore Radoux en 1880. Lors de ces représentations, le directeur fait entendre des œuvres de Franz Liszt, Hector Berlioz, Richard Wagner et Ludwig van Beethoven.
En 1882, il se consacre à la fondation du Musée Grétry où sont rassemblés les souvenirs en rapport avec le compositeur liégeois André Grétry. La même année, il rédige la biographie de Louis Joseph Daussoigne-Méhul. En 1891, il se charge de celle de Henri Vieuxtemps.
De 1895 à 1911, la situation se dégrade, de même que la santé de Jean-Théodore Radoux à partir de 1908. Le nombre de concerts diminue et la qualité de la programmation régresse. Toutefois, durant cette période, il réalise la Cantate inaugurale à l'occasion de l'Exposition universelle de 1905. Celle-ci est exécutée par six cents musiciens en présence du prince Albert et de son épouse Elisabeth.
Jean-Théodore Radoux décède le 20 mars 1911.
Il est le petit-neveu de Charles Rogier (1800-1885) et le père du compositeur Charles Radoux-Rogier (1877-1952) et de la peintre Marguerite Radoux (1873-1943).
En 1926, une voie reliant la rue de Hesbaye à la rue Naniot à Liège reçoit le nom de boulevard Jean-Théodore Radoux.

## Distinction
- Commandeur de l'ordre de Léopold (19 mars 1903)[3].